# Naissance en 1193
Naissance
- 1189
- 1190
- 1191
- 1192
- 1193
- 1194
- 1195
- 1196
- 1197

Cette page dresse une liste de personnalités nées au cours de l'année 1193 :

## En Europe
- Claire d'Assise (Sainte Claire), fondatrice de l'ordre des Pauvres Dames, canonisée par l'Église catholique romaine en 1255.
- Henri de Dreux, archevêque de Reims.
- Jean III Doukas Vatatzès, futur empereur byzantin.
- Mathieu II de Lorraine, duc de Lorraine.

## En Asie
- Kujō Michiie, régent japonais.

## Crédit d'auteurs
- Cet article est partiellement ou en totalité issu de l'article intitulé « 1193 » (voir la liste des auteurs).